# جنگجویان: افسانه تروآ
جنگجویان: افسانه تروآ (انگلیسی: Warriors: Legends of Troy) یک بازی ویدئویی برای کنسول‌های بازی پلی‌استیشن ۳ و ایکس‌باکس ۳۶۰ است که در طول جنگ تروآ تنظیم شده‌است.